# Prosictodon dubei
Prosictodon dubei è un terapside estinto, appartenente ai dicinodonti. Visse nel Permiano medio (circa 265 - 260 mlioni di anni fa) e i suoi resti fossili sono stati ritrovati in Sudafrica.

## Descrizione
Questo animale doveva essere lungo meno di 50 centimetri, e come tutti i suoi stretti parenti doveva possedere un corpo allungato e basso, sorretto da quattro zampe sporgenti ai lati; la testa era larga e dotata di un muso corto simile al becco di una tartaruga, con due denti caniniformi superiori allungati. 
Prosictodon era caratterizzato da postorbitali che si inclinano ventralmente e si sovrappongono quasi completamente alle ossa parietali; creste palatali anteriori mediane che convergono con la cresta palatale mediana posteriore, formando una struttura a V; processo caniniforme con un margnne anteriore che si stacca dal bordo palatale formando una tacca; denti postcanini presenti sulla mascella; una flangia trasversale orientata verso la parte ventrale dell'osso pterigoideo con un margine posteriore ottuso; una breve vacuità interpterigoidea che non raggiunge il livello delle placche palatine; una piastra dentaria che forma una superficie scanalata allungata sulla superficie dorsale del dentale, delimitata lateralmente da una bassa cresta e medialmente da una "lama" alta, sottile, dorsalmente convessa; denti postcanina presenti sulla lama del dentale; e l'assenza di un solco posteriore del dentale.

## Classificazione
Prosictodon dubei venne descritto per la prima volta nel 2010, sulla base di resti fossili ritrovati in Sudafrica in terreni del Permiano medio, nel bacino del Karroo, nella formazione Abrahamskraal (zona a Tapinocephalus). Analisi filogenetiche hanno indicato che Prosictodon era un rappresentante dei pilecefalidi (Pylaecephalidae), un gruppo di dicinodonti di piccole dimensioni e dalle abitudini fossorie. Prosictodon era uno dei più antichi dicinodonti, contemporaneo all'assai simile Robertia e di poco anteriore a Diictodon, un altro pilecefalide ben noto. 